# ローラ・ブッシュ自伝 脚光の舞台裏
『ローラ・ブッシュ自伝 脚光の舞台裏』（ローラ・ブッシュじでん きゃっこうのぶたいうら、英語:Spoken from the Heart）は、アメリカ合衆国大統領夫人のローラ・ブッシュの回想録である。ジャーナリストのリリック・ウィニックの協力のもと執筆された。

## 内容
ブッシュは17歳のときに起こした自動車事故について語っている。この事故により友人とクラスメートが亡くなっており、ブッシュ自身も負傷した。彼女はこの事故を、「この罪は私が生涯背負い続けていくもの」と書いている。
彼女はテキサス州ミッドランドで育った牧歌的な生活を描いている。彼女はミッドランドを、「アイスクリーム・サンデーを売っていたり、土曜の朝には近所の区画された土地でポニーに乗ることができた」と振り返っている。彼女はまた、ジョージ・W・ブッシュとの結婚を知った知人から、「ちょっと想像できる? ミッドランドで一番結婚に適した独身男性が、ミッドランドのいき遅れ代表と結婚するだなんて」と言われたと回想している。
彼女は本書の中でイラク侵攻などのブッシュ政権の決断への支持を表明しており、「私は、大統領としてジョージが原則に従い行動したこと、彼が国家を第一に考え、自らを最も後回しにしたことを誇りに思っている」と結んでいる。一方でいくつかの問題については意見の相違があったことを示しており、特に2004年の再選運動の際は、「同性婚を重要な争点にしない」ことをジョージに求めたと書いている。

## 評価
『ニューヨーク・タイムズ』紙にてミチコ・カクタニは、「しかしながら本書のホワイトハウスに関する部分は、その多くが、周到に準備され、吟味されたものであると感じられる。ブッシュ夫人は、その夫のイラク侵攻の決断と、ハリケーン・カトリーナの直後にニューオーリンズを訪問しないという決断について、予想通りの弁明を展開し、ディック・チェイニー、ドナルド・H・ラムズフェルド、カール・ローヴといった政権関係者については、当たり障りのない人物像しか描いていない。これらの章において、ローラ・ブッシュとファーストレディとしての彼女の高度に整えられた役割とのあいだには、何ら違いがない」と評した。
『ガーディアン』紙上でメリッサ・ベンは、「『ローラ・ブッシュ自伝』は、個人的なことが政治的であるというテンプレートに完璧に当てはまっている。デザイナー・ドレスの着用、楽しんだ公式の食事、修復された家具や壁紙、ツアーの実施、そして当然、重要な政治家との出会いなど、多くの詳細が描かれている。トニーとシェリーは特にお気に入りで、ニコラ・サルコジもそうである。ウラジーミル・プーチンは、民主主義の重要性に関して時折叱責されている。バラク・オバマは2008年の選挙運動中にジョージを個人攻撃したことで叱責されている。ディック・チェイニー、カール・ローヴ、そして"コンディ"・ライスは、全員魅力的な人物として描かれている」と評した。
『エンターテインメント・ウィークリー』誌にてティナ・ジョーダンは、「ローラ・ブッシュの動機を知りたい人はがっかりするだろう」と評した。ジョーダンは、「（ブッシュは）自分の回想録の中では陰の傍観者のような存在だ」と述べたが、彼女の幼少期と結婚生活を扱った本書の前半部分の「甘さと切なさ」を賞賛した。
『デイリー・テレグラフ』紙上でエイレン・ショウォルターは、「これは計算され、高度にコントロールされた自伝であり、おそらくは心から語られた（spoken from the heart）ものであるが、より正確には、『頭から書かれた』（Written from the Head）というタイトルだろう」と指摘した。
『ワシントン・ポスト』紙上でルース・マーカスは、「『ローラ・ブッシュ自伝』は、彼女の表面を覗き込もうとする人々にとっては十分に期待できる始まりだ」と評した。

## 日本語版
- ローラ・ブッシュ 著、村井理子 訳『ローラ・ブッシュ自伝 脚光の舞台裏』中央公論新社、2015年5月8日。ISBN 978-4120047022。